# Dagmar
Dagmar er et nordisk kvindenavn, sandsynligvis oprindeligt sammensat af dagr "dag" og mær "mø". Måske er det en nordisk omfortolkning af det tjekkiske navn Drahomíra (sammensat af drahý "kær" og mír "fred", tidligere også "verden, samfund").[kilde mangler] Navnet bruges også i Tjekkiet, Slovakiet, Polen og Tyskland.
I 2017 var der 1.593 danskere, der hed Dagmar.

## Kendte personer med navnet
- Dagmar, dansk dronning, gift med Valdemar 2. Sejr.
- Dagmar, kejserinde af Rusland, datter af Christian 9. og Louise af Hessen.
- Dagmar, dansk prinsesse, datter af Frederik 8.
- Dagmar Brendstrup, dansk journalist.
- Dagmar Ebbesen, svensk skuespiller.
- Dagmar Heinemann, dansk sangerinde og model.
- Dagmar Nielsen, dansk forfatter.
- Dagmar Petersen, dansk politiker, første kvinde i Århus Byråd i 1909.

## Navnet anvendt i fiktion
- Nu går den på Dagmar er en film af Henning Ørnbak fra 1972.
- Dagmar er roman af Maria Helleberg fra 2007.

## Andre betydninger
- Dagmarteatret var en københavnsk teater, der blev revet ned i 1937.
  - Dagmarhus er en kontorbygning opført på grunden, hvor teatret lå.
  - Dagmar Teatret er en biograf i Dagmarhus.
- Dagmar Revyen var en dansk revy i 1940'erne og 1950'erne.
- Dagmar var en storm, der ramte Danmark i januar 2015.
- Dagmarfeltet er et dansk tidligere olieproducerende felt i Nordsøen.